# Seymour, Missouri
Seymour är en ort i Webster County i Missouri. Vid 2010 års folkräkning hade Seymour 1 921 invånare.